# 定陶之戰 (秦末)
定陶之戰，秦二世二年（前208年），秦朝少府章邯與楚國義軍於定陶（今屬山東省）的戰役，秦兵大勝，楚軍元帥項梁陣亡。

## 簡介
章邯連破田臧、鄧說、伍逢、蔡賜等義軍諸將，直取最早起義的楚王陳勝，陳勝在城父（約今日安徽亳州）失敗，被自己的車夫莊賈背叛而殺死。章邯圍困魏王魏咎，又打敗來援齊王田儋，田儋敗死，魏咎自殺。章邯進攻齊國的田榮。
秦二世二年七月，楚軍元帥項梁率兵北伐，援救田榮，在東阿（今山東陽谷）、濮陽（今屬河南省）、定陶（今屬山東省）、城陽（今山東鄄城）、雍丘（今河南杞縣）接連打敗孤立無援的少府章邯，斬殺相國李斯的長子洛陽郡守李由，接連得勝的項梁認為秦兵不足畏懼，不理會部將宋義努力備戰的建議。
八月，章邯得到朝廷的援兵，發動猛攻，項梁陣亡，章邯於是率兵北上，攻擊趙國。